# Charles Poulenard
Charles Poulenard (Alexandre Casimir Charles Poulenard; * 30. März 1885 in Sens; † 10. November 1958 in Paris) war ein französischer Sprinter, Hürden- und Mittelstreckenläufer.
Bei den Olympischen Spielen 1912 in Stockholm erreichte er über 400 Meter das Halbfinale und schied über 200 und 800 Meter im Vorlauf aus. In der 4-mal-400-Meter-Staffel gewann er Silber mit der französischen Mannschaft.
1906 wurde er nationaler Meister über 1500 Meter, 1909 und 1911 Vizemeister über 800 Meter, 1912 Meister im 400-Meter-Hürdenlauf sowie Vizemeister über 400 Meter und 1913 Meister über 400 Meter.

## Persönliche Bestzeiten
- 200 m: 22,8 s, 27. Mai 1912, Colombes
- 400 m: 50,0 s, 31. Mai 1908, Paris
- 800 m: 1:57,8 min, 6. Juli 1912, Stockholm
- 1500 m: 4:08,4 min, 24. Juni 1906, Saint-Cloud
- 400 m Hürden: 58,0 s, 1. Juni 1912, Paris